# Столбовий (острів)
Стовпови́й о́стрів (рос. Столбовой остров, якут. Остуолбалаах арыы) — невеликий острів у морі Лаптєвих, є частиною Ляховських островів. Територіально відноситься до Республіки Саха, Росія.
Площа острова становить 170 км². Висота острова сягає 222 м на південному сході, на північ зменшується до 141 м. Береги високі та скелясті. Поширені болота.
Острів видовжений з північного заходу на південний схід. Крайні точки: північна — мис Скелястий, південна — мис Поворотний.
На півночі виділяється озеро лагунного типу — Мілке, яке відокремлене від моря вузькою піщаною косою. Острів вкритий густою сіткою річок та струмків. Найбільша річка — Стовпова, протікає в центрі острова.